# Тупољев АНТ-21
Тупољев АНТ-21/МИ-3 или Tupoljev ANT-21/MI-3  (рус. Туполев АНТ-21/МИ-3) је четвероседи совјетски тешки ловац. Авион је први пут полетео 1933. године.

## Пројектовање и развој
Почетком 1930.-тих година ОКБ 156 Тупољев (Опитни Конструкциони Биро - Тупољев) је почео рад на анализи и пројекту двомоторног ловца са више чланова посаде, класе разарача. Овај авион је био предвиђен да буде у пратњи бомбардера дугог домета и за стратешко извиђање. Пројектован је по класичној шеми: нискокрилни авион потпуно металне конструкције са два мотора постављена на нападну ивицу крила, са увлачећим стајним трапом и глатком облогом крила и трупа. Тактичко технички услови за овај авион су били: максимална брзина на висини од 5.000 m - 300-350 km/h, време пењања на висину од 5.000 m за 10-12 минута, и наоружање 6 митраљеза. Задатак је био поверен групи коју је предводио главни конструктор А. А. Архангелски. Главне активности на овом пројекту су се одвијале у току 1932. године тако да су пројект и прототип били завршени у пролеће 1933. године. Први пробни лет је обавио пробни пилот Ј. Ф. Козлов августа месеца 1933. године. Авион Тупољев АНТ-21/МИ-3 је био први совјетски авион са увлачећим стајним трапом.

### Технички опис
Ловачки авион Тупољев АНТ-21/МИ-3 је био двомоторни конзолни нискокрилац металне конструкције са четворочланом посадом. Припадао је класи ловаца разарача. Покретала су га два линијска 12-то цилиндрична течношћу хлађена мотора V распореда цилиндара Микулин М-17 рађена по лиценци BMW VI снаге 506kW, постављена на нападну ивицу крила. Мотор је био опремљен двокраком дрвеном елисом фиксног корака. Пилот је седео у затвореном кокпиту који се налазио у кљуну авиона иза леђа пилота је био смештени остали чланови посаде. Труп авиона је облог попречног пресека који се сужавао идући ка репу авиона. Крила су била трапезастог облика са кружним завршетком крајева. Нападна ивица крила је била коса. Облога крила авиона је била од валовитог Ал-лима а труп је био обложен са равним алуминијумским лимом. Конструкција структуре трупа је било полу монокок, а крила је била изведена комбинацијом цеви и профила од дуралуминијума. Стајни трап је био увлачећи, предњи точкови са гумама ниског притиска су се у току лета увлачили у простор иза мотора. Испод репног дела авиона је била постављена дрљача, као трећа ослона тачка авиона. Авион је имао два вертикална репна пераја која су се налазила на крајевима хоризонталних репних пераја. Од наоружања авион је са предње стране био опремљен једним топом од 20mm смештеним у трупу авиона, два мираљеза ШКАС 7,62mm смештени у крилима авиона а један митраљез ШКАС 7,62mm је био смештен у задњем делу кабине и служио је за заштиту авиона из задње сфере. Други прототип овог авиона који назван АНТ-21бис/МИ-3Д је имао јаче моторие Микулин М-34Н снаге 620kW и класичан реп са једним вертикалним перајем. Имао је 6 митраљеза по два у сваком крилу и двоцевни митраљез за задњег стрелца.

## Наоружање
| Наоружање авиона: Тупољев АНТ-21/МИ-3 |           |
| Ватрено (стрељачко) наоружање         |           |
| Топ                                   |           |
| Митраљез                              |           |
| Број и ознака митраљеза               | 6 ПВ и ДА |
| Калибар                               | 7,62      |
| Бомбардерско наоружање (бомбе)        |           |
| Ракетно наоружање (ракете)            |           |

## Оперативно коришћење
Пројект авиона Тупољев АНТ-21/МИ-3 је напуштен у корист развоја сличног авиона Тупољев АНТ-29/ДИП. Пројект је остао само на та два прототипа.

## Земље које су користиле овај авион
- СССР